# Стейсі Абрамс
Стейсі Івонн Абрамс (англ. Stacey Yvonne Abrams; нар. 19 грудня 1973) — американська політична діячка, юристка та письменниця. Була членом Палати представників Джорджії з 2006 по 2017 роки; з 2011 по 2017 була лідеркою меншості (англ. minority leader) цього органу, тобто очолювала фракцію Демократичної партії. Здобула загальнонаціональну відомість, коли стала кандидаткою від Демократичної партії на виборах губернатора Джорджії 2018 року. Програла вибори кандидату від республіканців Браяну Кемпу із відривом у 0,4 % голосів і не визнала свою поразку.
Була першою афроамериканкою, яка стала кандидатом у губернатори від однієї з ключових політичних партій США. У 2019 році вона стала першою жінкою-афроамериканкою, яка була обрана для офіційної відповіді опозиційної партії до щорічного звернення Президента до Конгресу США (англ. Response to the State of the Union address).

## Раннє життя та кар'єра до політики
Народилася у сім'ї Роберта та Керолін Абрамсів у місті Медісон в штаті Вісконсин. Вона була другою з шести своїх братів та сестер. Виросла Стейсі в місті Ґалфпорт у штаті Міссісіпі. Її батьки є методистськими священнослужителями. Сім'я Абрамс була бідною і деколи покладалася на державне соціальне забезпечення.
Згодом сім'я переїхала до Атланти — столиці і найбільшого міста штату Джорджія; там Абрамс закінчила школу. У старших класах вона працювала друкаркою для політичної кампанії. Коли їй було 17 років, вона отримала роботу спічрайтера завдяки редагуванням, які вносила до промов, що редагувала.
У 1995 році отримала диплом з відзнакою (magna cum laude) бакалавра мистецтв (англ. Bachelor of Arts) у міждисциплінарних дослідженнях (політологія, економіка і соціологія) у Спелман-коледжі. Під час навчання в коледжі вона працювала у відділі послуг для молоді в офісі мера Атланти Мейнарда Джексона, а згодом стажувалася в Управлінні з охорони довкілля США.
Коли вона навчалася на першому курсі, Абрамс взяла участь в протесті біля Капітолію штату Джорджія, під час якого вона долучилася до спалення прапора Джорджії. У той час прапор штату Джорджія містив бойовий прапор Конфедеративних штатів Америки (самопроголошеної держави під час Громадянської війни 1861—1865, яка боролася проти скасування рабства афроамериканців), який був доданий до прапору Джорджії у 1956 році у рамках боротьби із рухом за громадянські права чорношкірих.
У рамках стипендії імені Гаррі Трумена Абрамс вивчала державну політику у Техаському університеті в Остіні, де у 1998 році отримала ступінь магістра державного управління (англ. Master of Public Affairs). У 1999 році вона отримала ступінь доктора юриспруденції (JD) в Єльській школі права.
Після випуску із школи права Абрамс працювала юристом у сфері податкового законодавства у юридичній фірмі в Атланті, де зосереджувалася на організаціях, звільнених від податків; охороні здоров'я та державних фінансах. У 2010 році, вже будучи членом парламенту Джорджії, Абрамс стала співзасновницею та старшим віце-президентом фірми фінансових послуг NOW Corp. (також відома як NOWaccount Network Corporation). Абрамс також була співзасновницею Nourish, Inc., компанії напоїв для немовлят, а також генеральною директоркою Sage Works, юридичної консалтингової фірми.

## Політична діяльність
У 2002 році, у віці 29 років, була призначена на посаду заступниці міського прокурора Атланти. У 2007 році вона була обрана до Палати представників Джорджії — нижньої палати парламенту штату, котра складається із 180 членів.

### Діяльність у Палаті представників Джорджії
Була вперше обрана до Палати представників Джорджії від виборчого округу № 89, який включає в себе частину міста Атланта та округу Декальб поблизу Атланти. Вона була членкинею комітетів з асигнувань і етики; юридичного комітету нецивільних справ (англ. Judiciary Non-Civil Committee); комітету з правил; бюджетного комітету (комітету із шляхів та засобів, англ. Ways and Means Committee).
У 2010 році вона була обрана лідером меншості Палати представників Джорджії, тобто очолила представництво Демократичної партії, яке налічувало 63 із 180 депутатів палати. Вона стала першою жінкою, яка очолила партійну фракцію в будь-якій із двох палат парламенту Джорджії.
Першим великим проєктом Абрамс на новій посаді була співпраця із адміністрацією губернатора-республіканця Натана Діла задля реформи програми стипендій HOPE (англ. Helping Outstanding Pupils Educationally).
Працювала з Ділом над реформою кримінального законодавства, котра знизили витрати на в'язниці, не підвищивши при цьому рівень злочинності, а також співпрацювала з республіканцями над найбільшим в історії штату фінансовим пакетом для системи громадського транспорту.
За словами журналу «Тайм», Абрамс «може впевнено похвалитися тим, що самостійно зупинила найбільше підвищення податків у історії Джорджії». У 2011 році виступила із позицією, що пропозиція республіканської більшості знизити податок на прибуток разом із підвищенням податків на кабельний зв'язок призведе до чистого підвищення податків, які сплачуватиме більшість людей. Абрамс провела аналіз законопроєкту, який показав, що 82 % жителів Джорджії зіткнуться із підвищенням податків, та залишила копію свого аналізу на столі кожного члена Палати представників штату. Зрештою законопроєкт не був прийнятий.
Займалася та продовжує займатися питаннями прав виборців та розширення виборчої бази Демократичної партії. У кінці 2013 року вона заснувала Проєкт «Нова Джорджія» (англ. New Georgia Project), метою якого було реєструвати нових виборців та переконувати прийти на вибори потенційних прихильників Демократичної партії; здебільшого представників расових меншин. Станом на кінець 2015 року проєкт мав на меті зареєструвати 170 тисяч нових виборців із расових меншин та переконати 600 тисяч «нерегулярних» виборців взяти участь у виборах, зібравши для цього 10 мільйонів доларів.
25 серпня 2017 року пішла у відставку із Палати представників Джорджії, щоб зосередитися на своїй губернаторській кампанії.

### Вибори губернатора Джорджії 2018

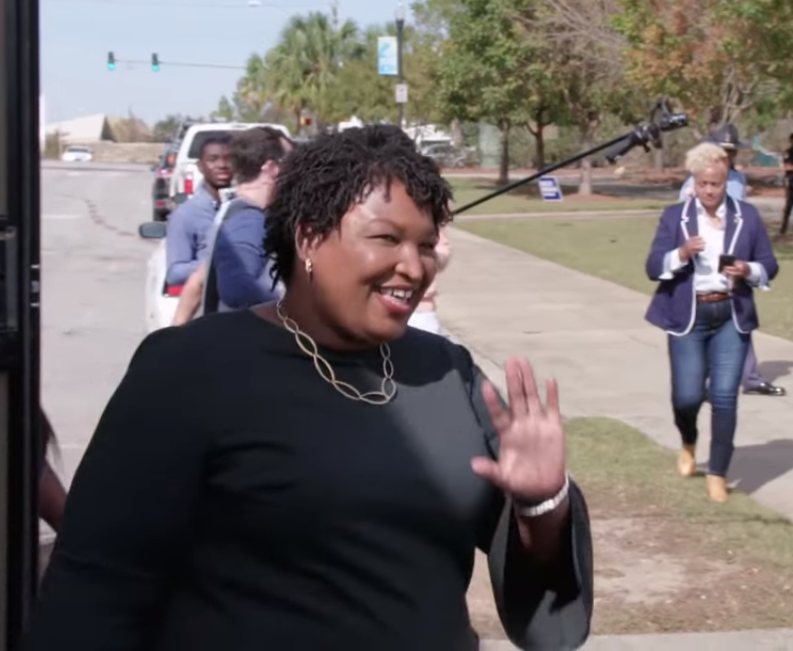
Абрамс під час передвиборчої кампанії у 2018 році

Взяла участь у виборах губернатора Джорджії 2018 року, ставши кандидаткою від Демократичної партії. У праймеріз Демократичної партії вона конкурувала із Стейсі Еванс, котра також була членкинею Палати представників штату. Під час праймеріз Абрамс підтримав популярний сенатор, учасник президентських виборів 2016 року Берні Сандерс.
22 травня Стейсі Абрамс офіційно виборола номінацію від Демократичної партії; це зробило її першою афроамериканкою в історії США, яка стала кандидатом у губернатори від однієї з ключових політичних партій США. Після перемоги у праймеріз Абрамс заручилася підтримкою низки ключових політичних фігур Демократичної партії, зокрема колишнього президента Барака Обами.
Опонентом Абрамс із боку Республіканської партії став державний секретар Джорджії Браян Кемп; у ролі державного секретаря штату Кемп контролював вибори, у яких брав участь. В останні десятиліття Джорджія традиційно обирала губернаторами республіканців, однак метою Абрамс було змінити цю динаміку, залучивши до виборів більше представників расових меншин та молодих виборців. Абрамс вдалося частково виконати це і добитися рекордного рівня явки під час проміжних виборів (виборів, які не збігаються із президентськими) та вищого рівня підтримки кандидата від Демократичної партії, ніж зазвичай. Утім, зрештою вона програла вибори із відривом у понад 50,000 голосів (приблизно 0,4 %).
Не погодилася із результатами виборів і одразу подала судовий позов проти виборчої ради Джорджії, висунувши звинувачення у порушенні прав виборців. Із того часу вона не визнала результати виборів і неодноразово заявляла, що вибори були проведені з порушеннями; самого Кемпа вона не вважає легітимним губернатором Джорджії. Абрамс заявляє, що Кемп, який у своїй ролі державного секретаря штату курував проведення виборів, мав конфлікт інтересів і навмисне намагався знизити явку на виборах, очистивши близько 670 тисяч записів у реєстраційному списку виборців. Згідно з Абрамс, за місяць до виборів близько 53 тисяч виборчих реєстрацій перебували на розгляді. За словами Абрамс, «у мене немає емпіричного підтвердження, що я отримала б більше голосів. Утім, у мене є достатньо — думаю, юридично достатньо — сумнівів щодо цього процесу, щоб я могла ствердити, що ці вибори не були чесними».

### Діяльність після губернаторських виборів
Після губернаторських виборів Абрамс сконцентрувалася на політичній активності, присвяченій правам виборців. У серпні 2019 року вона оголосила про заснування організації «Fair Fight 2020» (у перекладі — «Чесна битва 2020»), метою якої є надавати фінансову й технічну підтримку Демократичній партії для побудови команд із захисту виборців у 20 штатах. Абрамс є очільницею цієї організації.
У січні 2019 року керівництво Демократичної партії обрало Стейсі Абрамс для того, щоб вона виступила з офіційною відповіддю опозиційної партії до щорічного звернення Президента до Конгресу США (англ. Response to the State of the Union address). Абрамс стала першою в історії афроамериканкою у цій ролі, а також першою і наразі єдиною в історії цієї традиції людиною, що не займає жодної офіційної державної посади.
Вирішила не висувати свою кандидатуру на президентські вибори 2020 року. Її ім'я часто згадувалося як потенційна кандидатура у віце-президенти для кандидата у президенти від Демократичної партії; зокрема після того, як лідер конкурсу за номінацію від Демократичної партії Джо Байден публічно пообіцяв, що обере кандидатом у віце-президенти жінку. Однак у підсумку роль кандидатки у віце-президенти була запропонована не Абрамс, а сенаторці від штату Каліфорнія Камалі Гарріс.
Байден переміг на виборах 2020 року і зокрема виграв вибори у Джорджії; таким чином, кандидат від Демократичної партії виграв у Джорджії вперше за майже тридцять років. Великі американські видання, зокрема The New York Times, підкреслили значну роль Абрамс у перемозі демократів у її штаті — завдяки її діяльності близько 800 тисяч людей зареєструвалися як виборці.

## Інша діяльність
Має опубліковані статті на тему державної політики, оподаткування й некомерційних організацій. Під псевдонімом Селена Монтґомері Абрамс опублікувала кілька повістей у жанрі романтичного саспенсу. Ці книги здобули кілька літературних нагород, і, за словами Абрамс, вона продала понад 100 тисяч примірників цих повістей. Абрамс є також авторкою книги Лідерка меншості: як очолювати ззовні і творити реальні зміни (англ. Minority Leader: How to Lead from the Outside and Make Real Change), котра була опублікована видавництвом «Henry Holt and Company» у квітні 2018 року.